# Distribució de probabilitat envoltada
En la teoria de la probabilitat i l'estadística direccional, una distribució de probabilitat envoltada és una distribució de probabilitat contínua que descriu els punts de dades que es troben en una unitat n-esfera. En una dimensió, una distribució envoltada consta de punts del cercle unitari. Si {\displaystyle \phi } és una variació aleatòria en l'interval {\displaystyle (-\infty ,\infty )} amb funció de densitat de probabilitat (PDF) {\displaystyle p(\phi )}, llavors {\displaystyle z=e^{i\phi }} és una variable circular distribuïda segons la distribució envoltada {\displaystyle p_{wz}(\theta )} i {\displaystyle \theta =\arg(z)} és una variable angular a l'interval {\displaystyle (-\pi ,\pi ]} distribuït segons la distribució embolicada {\displaystyle p_{w}(\theta )}.
Qualsevol funció de densitat de probabilitat {\displaystyle p(\phi )} a la línia es pot "embolicar" al voltant de la circumferència d'un cercle de radi unitat. És a dir, el PDF de la variable embolicada
{\displaystyle \theta =\phi \mod 2\pi } en algun interval de longitud {\displaystyle 2\pi }
és
{\displaystyle p_{w}(\theta )=\sum _{k=-\infty }^{\infty }{p(\theta +2\pi k)}}
que és una suma periòdica de períodes {\displaystyle 2\pi }. L'interval preferit és generalment {\displaystyle (-\pi <\theta \leq \pi )} per quin {\displaystyle \ln(e^{i\theta })=\arg(e^{i\theta })=\theta }.

## Teoria
En la majoria de les situacions, un procés que implica estadística circular produeix angles ({\displaystyle \phi }) que es troben a l'interval {\displaystyle (-\infty ,\infty )}, i es descriuen per una funció de densitat de probabilitat "desembolicada" {\displaystyle p(\phi )}. Tanmateix, una mesura donarà un angle {\displaystyle \theta } que es troba en algun interval de longitud {\displaystyle 2\pi } (per exemple, 0 a {\displaystyle 2\pi }). En altres paraules, una mesura no pot dir si l'angle real {\displaystyle \phi } o un angle embolicat {\displaystyle \theta =\phi +2\pi a}, on {\displaystyle a} és un nombre enter desconegut, s'ha mesurat.
Si volem calcular el valor esperat d'alguna funció de l'angle mesurat serà:
{\displaystyle \langle f(\theta )\rangle =\int _{-\infty }^{\infty }p(\phi )f(\phi +2\pi a)d\phi }
Podem expressar la integral com una suma d'integrals en períodes de {\displaystyle 2\pi }:
{\displaystyle \langle f(\theta )\rangle =\sum _{k=-\infty }^{\infty }\int _{2\pi k}^{2\pi (k+1)}p(\phi )f(\phi +2\pi a)d\phi }
Canviar la variable d'integració a {\displaystyle \theta '=\phi -2\pi k} i intercanviant l'ordre d'integració i suma, tenim
{\displaystyle \langle f(\theta )\rangle =\int _{0}^{2\pi }p_{w}(\theta ')f(\theta '+2\pi a')d\theta '}
on {\displaystyle p_{w}(\theta ')} és el PDF de la distribució embolicada i {\displaystyle a'} és un altre nombre enter desconegut {\displaystyle (a'=a+k)}. El nombre enter desconegut {\displaystyle a'} introdueix una ambigüitat en el valor esperat de {\displaystyle f(\theta )}, similar al problema de calcular la mitjana angular. Això es pot resoldre introduint el paràmetre {\displaystyle z=e^{i\theta }}, ja que {\displaystyle z} té una relació inequívoca amb l'angle real {\displaystyle \phi } :
{\displaystyle z=e^{i\theta }=e^{i\phi }}

## Exemple en termes de funcions característiques
Una distribució embolicada fonamental és la pinta de Dirac, que és una funció delta de Dirac embolicada:
{\displaystyle \Delta _{2\pi }(\theta )=\sum _{k=-\infty }^{\infty }{\delta (\theta +2\pi k)}}
Utilitzant la funció delta, es pot escriure una distribució embolicada general
{\displaystyle p_{w}(\theta )=\sum _{k=-\infty }^{\infty }\int _{-\infty }^{\infty }p(\theta ')\delta (\theta -\theta '+2\pi k)\,d\theta '}